# 1205 Ebella
1205 Ebella este un asteroid din centura principală, descoperit pe 6 octombrie 1931 de Karl Reinmuth.